# Tania Ramos González
Tania Anaid Ramos González ( San Juan, Puerto Rico, 14 de mayo de 1971). Es una profesora universitaria, poeta, escritora, y columnista puertorriqueña. Ha sido bailarina y coreógrafa. Ha recibido diversas distinciones por su labor cultural y académica.

## Biografía
Tiene estudios de  doctorado en Filosofía y Letras en la Universidad de Puerto Rico. Se ha desenvuelto como catedrática de distintas instituciones como la  Universidad de Puerto Rico,  y en el Instituto Interdisciplinario y Multicultural (INIM) de la Facultad de Estudios Generales. Ha dictado distintas conferencias sobre arte y cultura en la Universidad del Este en Carolina, Puerto Rico. También fue correctora de pruebas de la Revista de Estudios Hispánicos (1996-1999) y de la Revista de política y cultura Apuesta (2005-2010). Fue directora del Programa de Pruebas PIENSE en el College Board de Puerto Rico y América Latina.

## Distinciones
- Primer Premio por la Mejor Coreografía Contemporánea, Honduras 1996.[5]

- Premio Gertrudis Gómez de Avellaneda otorgado por la Unesco por su tesis de maestría sobre la idea de muerte en la obra poética de la uruguaya Idea Vilariño. 2002.[6]

- Mención honorífica del certamen literario del Pen Club de Puerto Rico Internacional, Puerto Rico, 2014.[7]